# Nîciîporivka, Iahotîn
Nîciîporivka (în ucraineană Ничипорівка) este localitatea de reședință a comunei Nîciîporivka din raionul Iahotîn, regiunea Kiev, Ucraina.

## Demografie
Componența lingvistică a localității Nîciîporivka
     Ucraineană (95,6%)
     Rusă (3,36%)
     Belarusă (1,03%)
Conform recensământului din 2001, majoritatea populației localității Nîciîporivka era vorbitoare de ucraineană (95,6%), existând în minoritate și vorbitori de rusă (3,36%) și belarusă (1,03%).